# Attentato di Istanbul del 12 gennaio 2016
L'attentato di Istanbul del 12 gennaio 2016 è stato un attentato terroristico suicida compiuto da un attentatore affiliato all'autoproclamato Stato Islamico.

## L'attentato
Intorno alle 10:20 del mattino (9:20 ora italiana), presso l'obelisco di Teodosio a Istanbul, un uomo armato di cintura esplosiva e detonatore si posiziona al centro della piazza, avvicinandosi a un gruppo di turisti, e si fa esplodere, uccidendo sul colpo 13 turisti e ferendone altri 9. Subito dopo i fatti la polizia istituisce dei posti di blocco in tutta la piazza e procede al blocco tutti i servizi pubblici, nel timore di una seconda esplosione. Le immagini dell'esplosione vengono riprese da numerosi cellulari.
Le successive indagini hanno permesso di appurare che, dei tredici turisti uccisi, dodici erano di nazionalità tedesca, mentre uno peruviano.

## Vittime
| Nazionalità   | Morti | Feriti |
| ------------- | ----- | ------ |
| Germania      | 12    | 6      |
| Perù          | 1     | 1      |
| Corea del Sud | 0     | 1      |
| Norvegia      | 0     | 1      |
| Totale        | 13    | 9      |

## Reazioni
Il primo ministro turco Ahmet Davutoğlu ha dichiarato che l'attentatore era un ventottenne affiliato allo Stato Islamico, identificato dai media come Nabil Fadli, un cittadino siriano nato in Arabia Saudita, che era stato precedentemente avvistato mentre oltrepassava il confine con la Siria. In seguito ha chiamato la cancelliera tedesca Angela Merkel per porre le sue condoglianze. In un'intervista ha dichiarato che «la Turchia non farà marcia indietro nella lotta contro l'ISIS».

## Reazioni internazionali
- : la cancelliera Angela Merkel ha espresso cordoglio ai parenti delle vittime di nazionalità tedesca. Il ministro degli esteri tedesco ha esortato i turisti tedeschi di evitare le attrazioni turistiche di grandi dimensioni e ha inoltre dichiarato che potrebbero verificarsi altri attacchi in Turchia.
- : il ministro degli esteri ceco ha condannato con forza l'attacco, esprimendo il suo appoggio al governo turco.[2]
- : il Dipartimento di Stato degli Stati Uniti ha duramente condannato il gesto e ha espresso il suo cordoglio e sostegno al governo turco.[3]
- : il ministro degli affari esteri del Pakistan, in comunicato stampa ha condannato l'attacco.[4]
- : in una lettera inviata al presidente turco, il presidente della Commissione Europea Jean Claude Juncker ha espresso le sue condoglianze a popolo turco.[5]